# Ketje

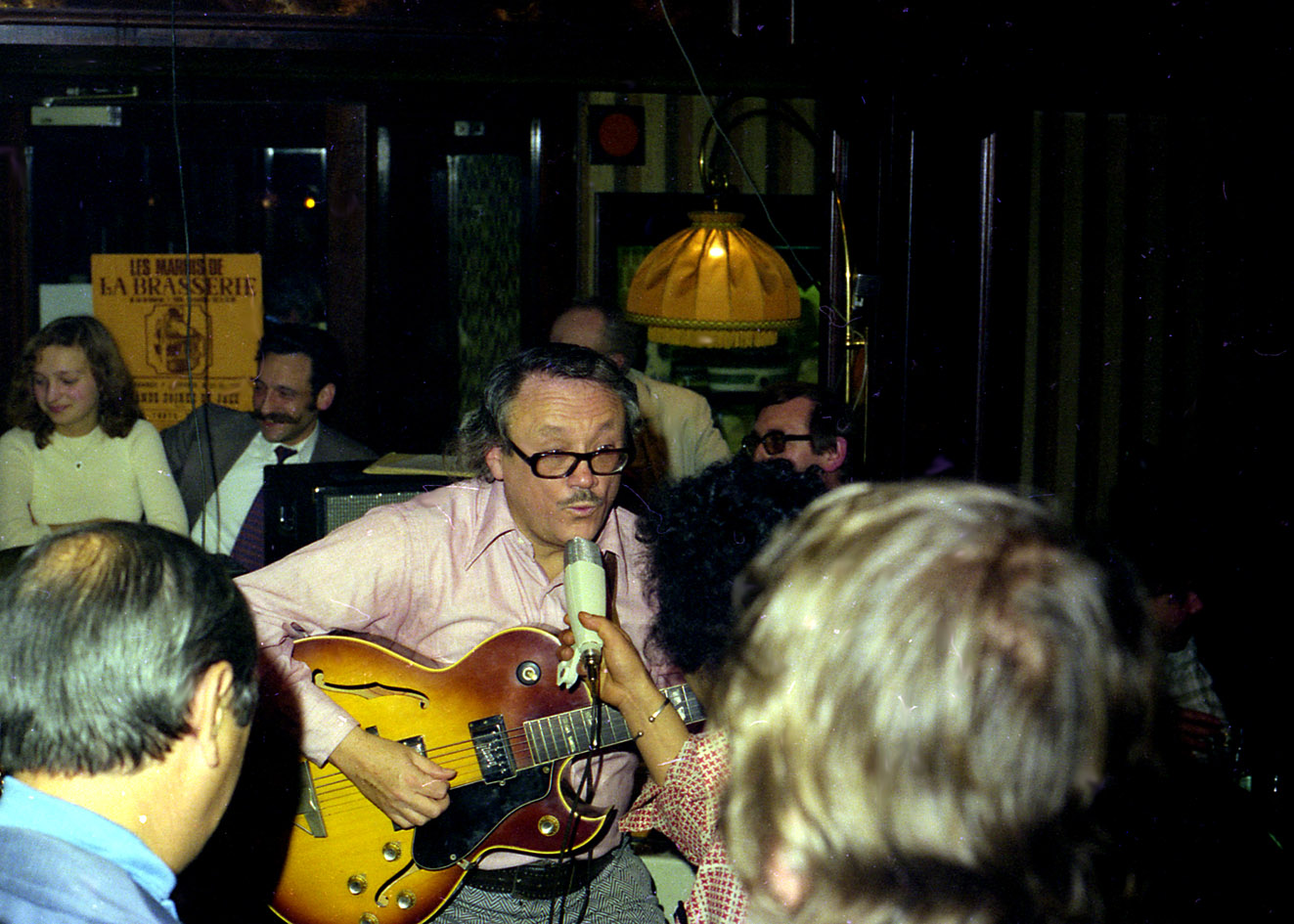
Toots Thielemans, een Brusselse ket

Ketje of ket is een Brussels woord voor kind of jongen, meer specifiek een straatjongen. Ket is de Zuid-Brabantse vorm van het Oudnederlandse ked, kedde of kidde, en van het Engelse kid, wat oorspronkelijk jong geitje of een klein paard betekende. Bij uitbreiding werd het ook voor “mensenjong” gebruikt. Het Vlaams-Brabantse ket(je) is het equivalent van het Hollandse jochie. "Brussels ketje" is een bijnaam voor een echte Brusselaar, iemand die  geboren en getogen is in Brussel en het Brussels dialect machtig is.

## Verwijzingen
- De Brusselse acteur Renaat Grassin verwierf in de 20ste eeuw bekendheid als et ketje.[1]
- De jongerenzender van de openbare omroep VRT heet Ketnet, waarbij Ket staat voor kind of jongere.
- In album 128 van stripreeks Suske en Wiske, "Het kregelige ketje" komt Manneken Pis tot leven als een Brussels ketje.
- Verschillende bekende figuren uit Brussel krijgen soms de bijnaam "ket" of "ketje", zoals filmregisseur Julien Vrebos, jazzmuzikant Toots Thielemans, voetballer Gilles De Bilde
- Tweejaarlijks worden door de Vlaamse Gemeenschapscommissie de Gouden Ketjes uitgereikt, waarmee instellingen bekroond worden voor hun positief werk voor jongeren in Brussel.